# Населення Білої Церкви
Станом на 1 січня 2016 року населення Білої Церкви становило 210,2 тис. осіб. За чисельністю населення місто є тридцять другим в Україні.
|                         | 2013  |   | 2014  |
| ----------------------- | ----- | - | ----- |
| кількість народжених    | 2 223 | ▼ | 2 165 |
| кількість померлих      | 2 106 | ▼ | 2 068 |
| природний рух населення | + 117 | ▼ | + 97  |
| сальдо міграції         | + 90  | ▲ | + 132 |
| динаміка населення      | + 54  | ▲ | + 87  |

## Кількість населення
Населення Білої Церкви станом на 1 грудня 2014 року становило 211 240 жителів.
Під час останнього перепису населення, який пройшов у 2001 році, населення Білої Церкви становило 200,1 тисяч жителів; під час передостаннього перепису, у 1989 році — 196,9 тисяч.
За даними обласного управління статистики 52,8% населення складають жінки, 47,2% — чоловіки.

## Національний склад
Національний склад Білої Церкви за даними переписів населення, %:
|          | 1926 | 1939 | 1959 | 1989 | 2001 |
| -------- | ---- | ---- | ---- | ---- | ---- |
| українці | 57,0 | 68,9 | 71,0 | 78,6 | 87,4 |
| росіяни  | 3,4  | 7,6  | 18,6 | 17,5 | 10,3 |
| євреї    | 36,4 | 19,6 | 7,8  | 2,0  | 0,1  |
| білоруси | 0,3  |      | 1,0  | 0,8  | 0,6  |
| поляки   | 2,4  | 2,2  | 0,2  | 0,2  | 0,1  |

Відповідно до останнього перепису населення, у 2001 році, коли він проходив, українці становили 87,4% населення міста. Найбільшою національною меншиною була російська (10,3%), менш чисельними були білоруська (0,6%), польська (0,1%), єврейська (0,1%). На інші національності припадало 1,8%.

## Мовний склад
Динаміка рідної мови населення Білої Церкви за переписами, %:
| мова       | 1926 | 2001 |
| ---------- | ---- | ---- |
| українська | 56,4 | 86,6 |
| російська  | 9,7  | 12,3 |
| білоруська | 0,03 | 0,2  |
| польська   | 1,6  | 0,01 |
| єврейська  | 31,9 | 0,01 |

## Релігійний склад
Релігійний склад населення Білої Церкви у 2001 р.
У Білій Церкві зареєстровано понад 40 релігійних громад, у тому числі 10 громад Української православної церкви, римо-католицька церква, громада юдеїв, мусульманська парафія та ін. Є 5 церков, каплиця, жіночий монастир Святої рівноапостольної Марії-Магдалини, 4 Будинки молитви.